# Hirvonen (sjö i Sulkava, Södra Savolax)
Hirvonen är en sjö i kommunen Sulkava i landskapet Södra Savolax i Finland. Sjön ligger 101 meter över havet. Arean är 1,72 kvadratkilometer och strandlinjen är 11,25 kilometer lång. Sjön  ingår i Vuoksens huvudavrinningsområde.   Den ligger omkring 60 kilometer öster om S:t Michel och omkring 270 kilometer nordöst om Helsingfors. 
I sjön finns ön Hirvosensaari. 